# Apaches
|  | No s'ha de confondre amb apatxe. |

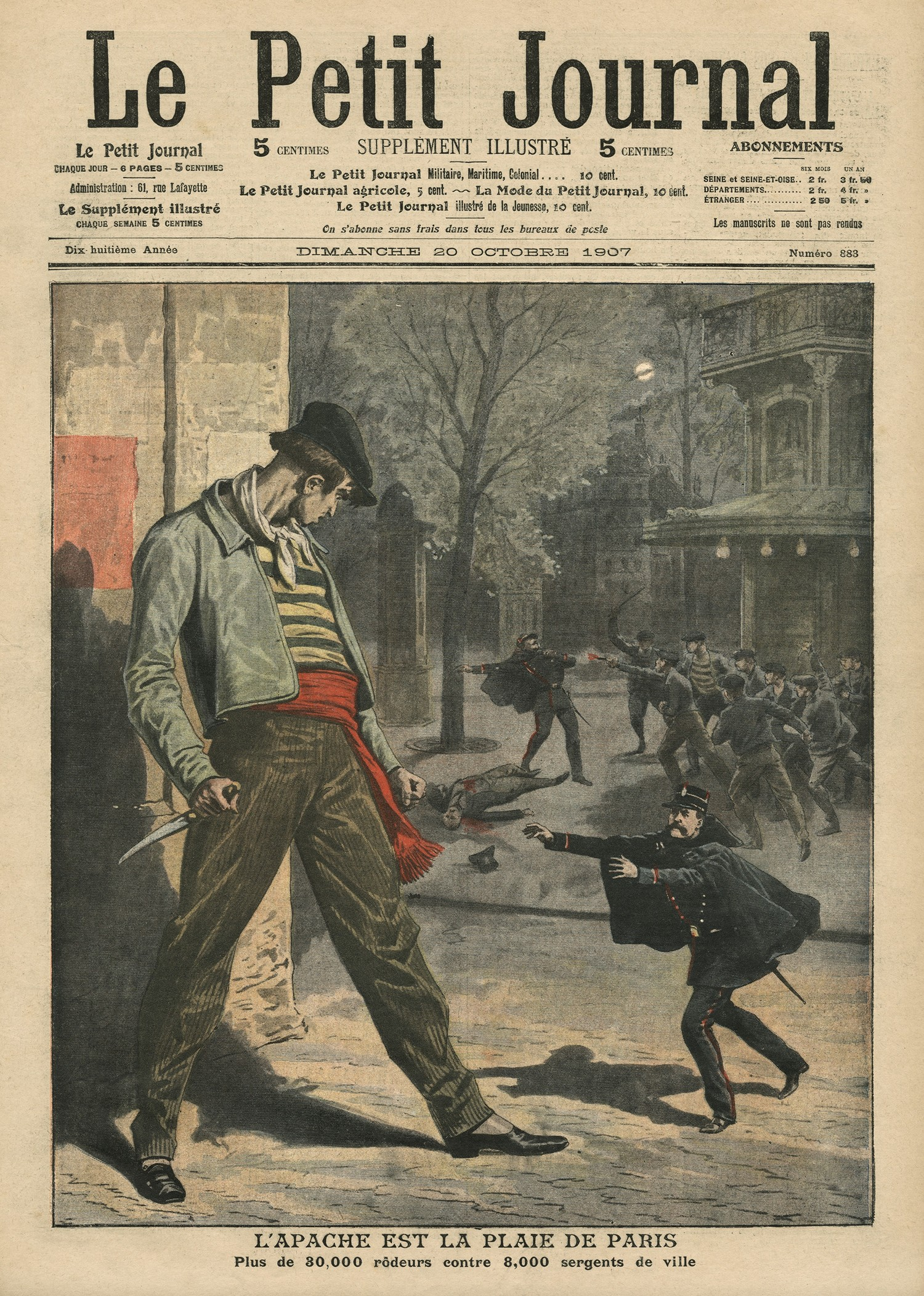
Portant una gorra plana de titi parisenc, una bufanda vermella, una jaqueta sobre un jersei de ratlles, uns pantalons de genolls prims i cames amples (Aristide Bruand) Juntament amb les sabates brillants amb cintes, un apatxe de grans dimensions s'alça sobre la policia parisenca que amenaça amb la seva pica. Al fons, un burgès trobasang mentre una banda d'apaches ataca un policia. El títol de la il·lustració diu: L'Apache és la plaga de París. Més de 30.000 malfactors contra 8.000 sargents de vila (suplement il·lustrat de Le Petit Journal, 20 d'octubre de 1907).
Per une série d'primeres planess consagrades à l'« apacherie », el diari va participar plenament en la campanya de seguretat llançada per Le Matin, en particular contra el pla d'abolició de la pena de mort debatut en aquell moment

Els apaches era el nom que van rebre en les dues primeres dècades del segle XX a París, com a resultat d'una construcció dels mitjans de comunicació, els integrants d'unes certes bandes de delinqüents, encara que en la postguerra de la Primera Guerra Mundial va passar a utilitzar-se com a expressió antiestatunidenca. En els primers anys del segle XX el vocable es va difondre en l'argot policial a l'Argentina per a aplicar-lo a alguns delinqüents que, procedents de França i principalment vinculats al proxenetisme, s'assemblaven en la seva activitat i vestimenta als "apaches" d'aquell país, al mateix temps que la paraula també era usada pels lletristes de tango de l'època.
El terme fou originat el 1902 quan dos periodistes a París, Arthur Dupin de Le Petit Journal i Víctor Morris van començar a dir apatxes als petits delinqüents i pinxos joves de la Rue de Lappe i als proxenetes del Belleville, que diferien dels altres integrants del baix fons per la seva disposició a exhibir-se públicament.

## Història

### Orígens del fenomen

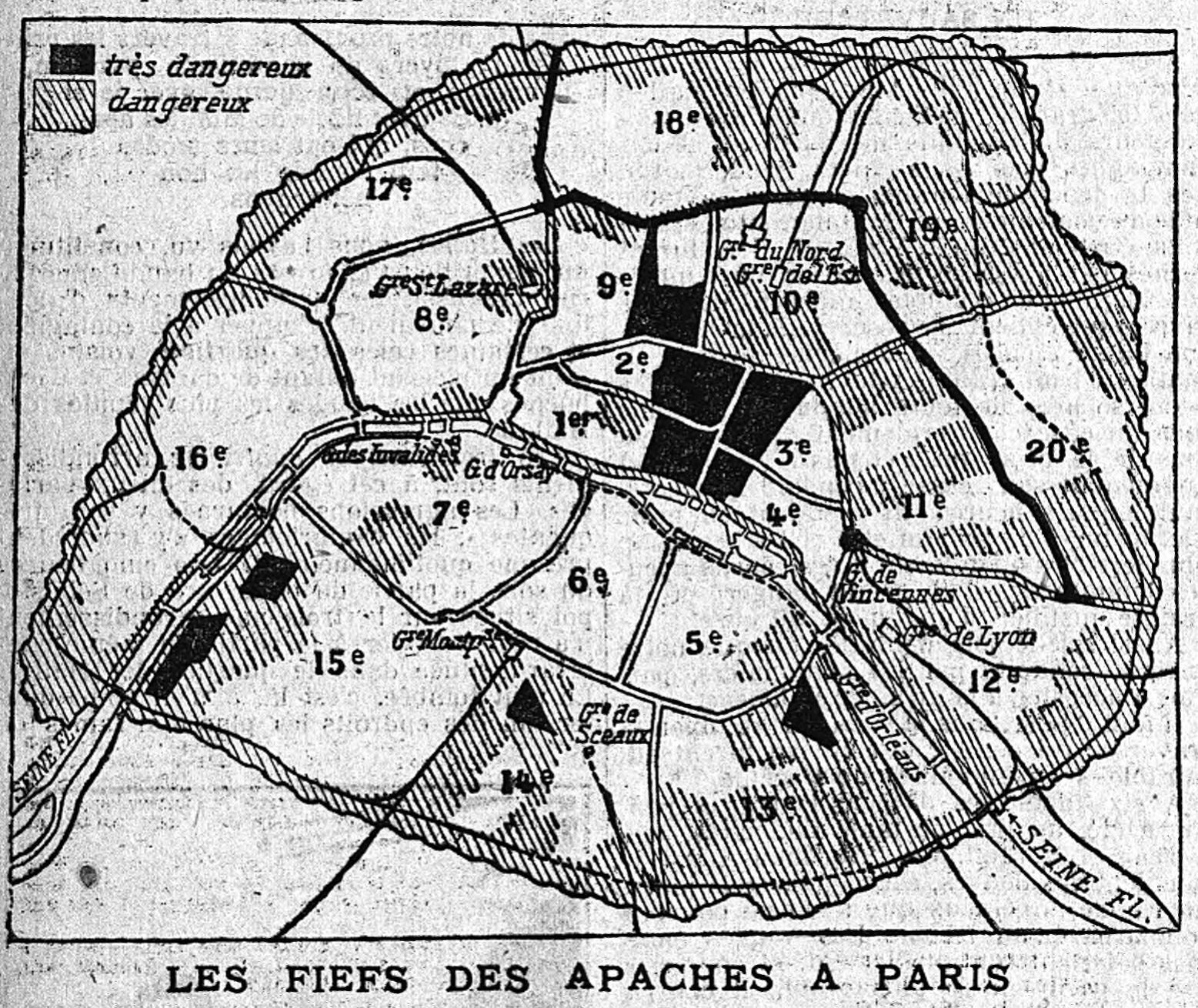
Publicat a Le Matin, aquest mapa de París mostra els "feus" de les colles apache, 30 de setembre de 1907.

Els primers usos documentats del terme "Apache" es remunten a l'any 1900. El terme va ser utilitzat llavors pel diari Le Matin per descriure una banda de Bellevillois, caracteritzada per un talp tatuat a la galta dreta o sota l'ull. Es va popularitzar el desembre de 1900, durant l'assassinat de dos treballadors a la rue Piat. Va ser en aquesta ocasió que el periodista de Matin Henry Fouquier va desenvolupar una primera definició real del terme "apache" a la premsa:
| « | D'altra banda, tenim la avantatge de tenir, a París, una tribu d'apaches pels quals les altures de Menilmontant són les Muntanyes Rocalloses. Això fa parlar molt d'ells [...]. Són homes joves pàl·lids, gairebé sempre imberbes, i el seu adorn de cabell preferit s'anomena patilles. Tot i així, maten el seu home per tu com els salvatges més autèntics, excepte que les seves víctimes no són estrangers envaïdors, sinó els seus conciutadans francesos. | » |

Aquesta primera definició associa permanentment els apatxes amb bandes de joves que fan actes de violència gratuïta, robatori associat amb violència, o fins i tot violació.

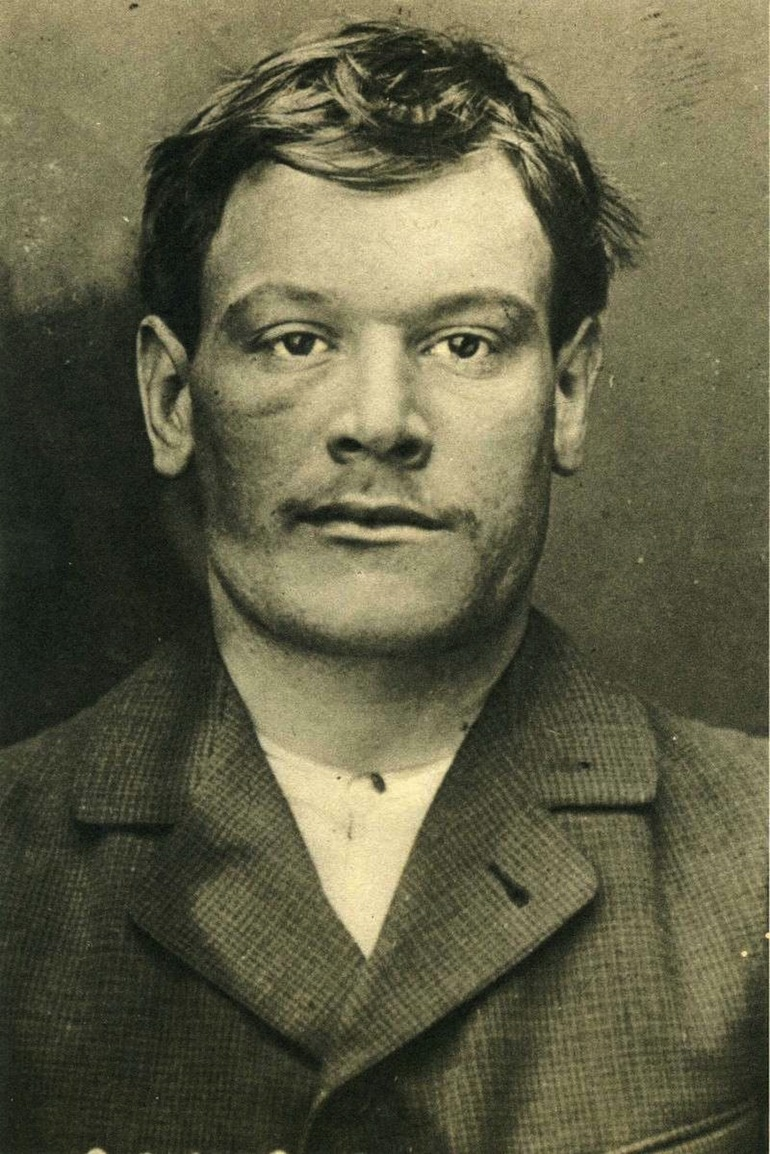
Foto policial de Joseph Pleigneur, dit Manda.

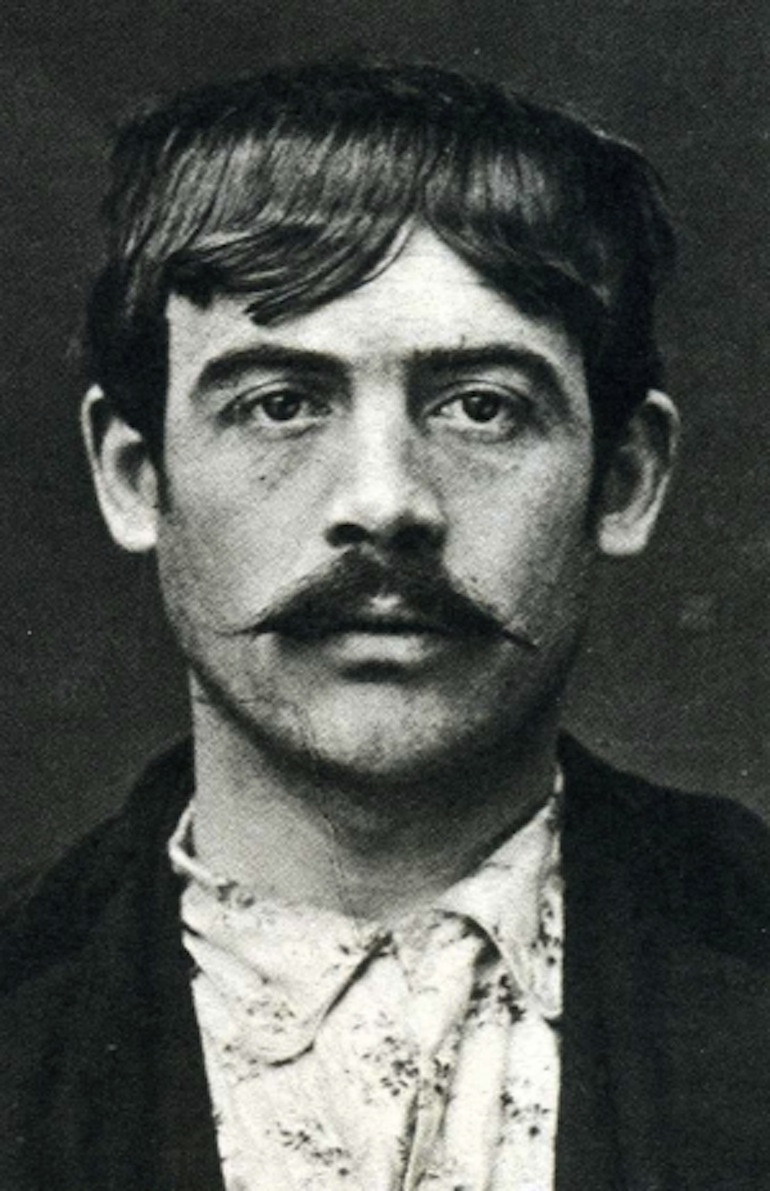
Foto de François Leca.

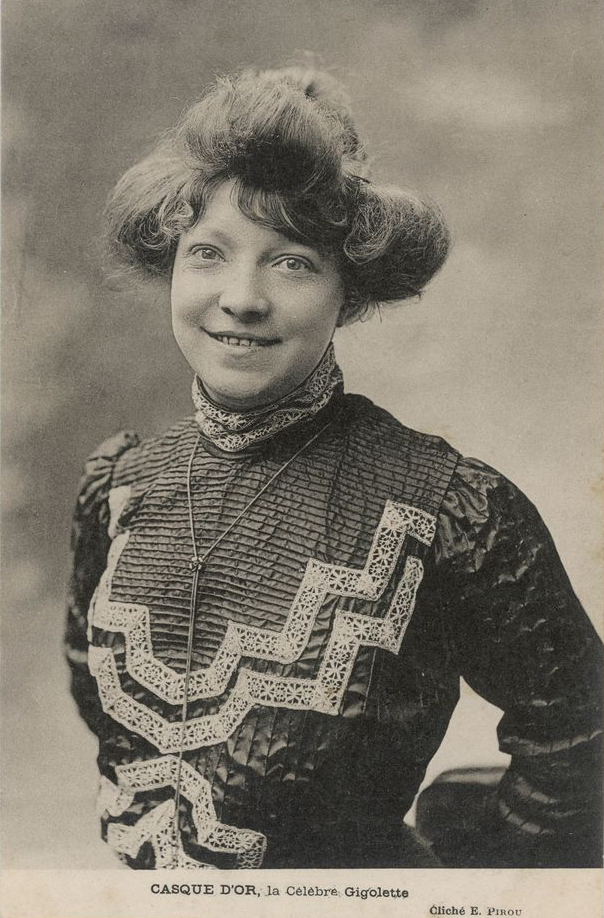
Amélie Élie dita « Casque d'or » (carta postal, vers 1900).

El terme es va generalitzar el 1902, durant l'afer Casque d'Or. Dues bandes s'enfronten per una prostituta, Amélie Elie. Els dos "caps" rivals, Manda i Leca, són llavors descrits com "apaches", sense que la informació sigui verificable o certa, permetent als diaris utilitzar aquest terme intrigant i impactant en els títols de llurs articles. Entre el 5 de juny i el 3 d'agost de 1902, Casque d'or va publicar les seves "Memòries" en divuit parts a la revista literària Fin de Siècle. Si bé l'autenticitat d'aquestes memòries està subjecta a precaució, aquest fulletó dona una nova vida al fenomen apache a la premsa. A partir d'aleshores, el terme es va generalitzar per incloure també el proxenetisme i la prostitució, i, a partir de 1903, es va utilitzar per descriure tot l'inframón parisenc, però també, ocasionalment, per descriure criminals de Lió, Bordeus o Marsella. L'"Apache", tanmateix, roman profundament associat a la capital: Le Matin va declarar el 26 de novembre de 1908 que 
| « | és una de les curiositats parisenques de la mateixa manera que la Torre Eiffel o els Invàlids | » |

L'autoria exacta de la frase és incerta. Sovint s'atribueix als redactors dels principals diaris de l'època que van informar dels fets d'aquests pinxos (Le Matin i Le Petit Journal), però també podria provenir d'una descripció indignada del comportament dels joves delinqüents o, directament, dels mateixos joves interessats. Per a l'historiador Dominique Kalifa, el terme es refereix tant a la "novel·la de la praderia" com al "mite romàntic dels bàrbars"; de fet, està arrelat als estereotips de la cultura popular i l'èxit de la imatge del Far West · .
Le Petit Journal illustré del 23 de gener de 1910 descriu els orígens del terme de la següent manera:
| « | Sovint he vist gent expressar sorpresa davant d'aquesta denominació aplicada als joves malfactors parisencs, denominació en què presumeixen, a més, i em va semblar curiós buscar-ne l'origen. Te'l dono tal com em van dir. Va ser a la comissaria de Belleville on, per primera vegada, es va aplicar aquest terme als nostres joves pinxos dels suburbis. Aquell vespre, el secretari de la comissaria estava interrogant una banda de joves pinxos que feia temps que sagnaven Belleville amb les seves baralles i depredacions i que havien estat escampant el terror per tot el barri. La policia, finalment, amb una magistral xarxa d'arrossegament, havia aconseguit endur-se tota la banda alhora, i els malfactors, una dotzena, havien estat portats a la comissaria on aviat anava el "carro d'amanides". portar-los al Dipòsit. Mentrestant, els detinguts estaven sotmesos a un primer interrogatori. A les preguntes del secretari, el líder de la banda, un jove “Terreur” de divuit anys, va respondre amb un cinisme i una arrogància extraordinaris. Va enumerar complaentment les seves altes accions i les dels seus companys, va explicar amb una mena d'orgull els mitjans emprats per ell i els seus acòlits per robar botigues, sorprendre als caminants tardans i alliberar-los de la seva bossa; les estratagemes de la guerra, que va utilitzar contra una banda rival amb la qual ell i la seva gent estaven en conflicte obert. Va fer una descripció tan pintoresca de les seves gestes, marcada amb una satisfacció tan salvatge, que el secretari de la comissaria el va interrompre de sobte i va exclamar: — "Però aquests són autèntics procediments apatxes. Apatxes!... la paraula va agradar al facinerós... Apatxes! Havia llegit en la seva infantesa els relats animats de Mayne Reid, de Gustave Aimard i de Gabriel Ferry... Apatxes!... sí l’energia fosca i ferotge dels guerrers del Far West era bastant comparable a la desplegada al voltant del bulevard exterior pels joves pinxos que formaven la seva banda... Vaja, pels apatxes! Quan els malfactors van sortir de la presó —cosa que no hauria d'haver trigat gaire, donada la indulgència habitual dels tribunals—, la banda es va reconstituir a les ordres del mateix cap, i era la banda dels “Belleville Apaches”. I llavors el terme va fer fortuna. Aviat vam tenir tribus d'apatxes a tots els districtes de París: tant és així que la paraula va agafar el seu sentit definitiu i que els malfactors de la gran ciutat ja no eren designats d'una altra manera. Avui l'expressió està consagrada; la premsa en fa servir diàriament, perquè els apatxes no deixen passar un dia sense que se'n parli... Només falta veure'l acollit pel dictionnaire de l'Académie ... | » |

### Visualitzacions de premsa de la Belle Époque

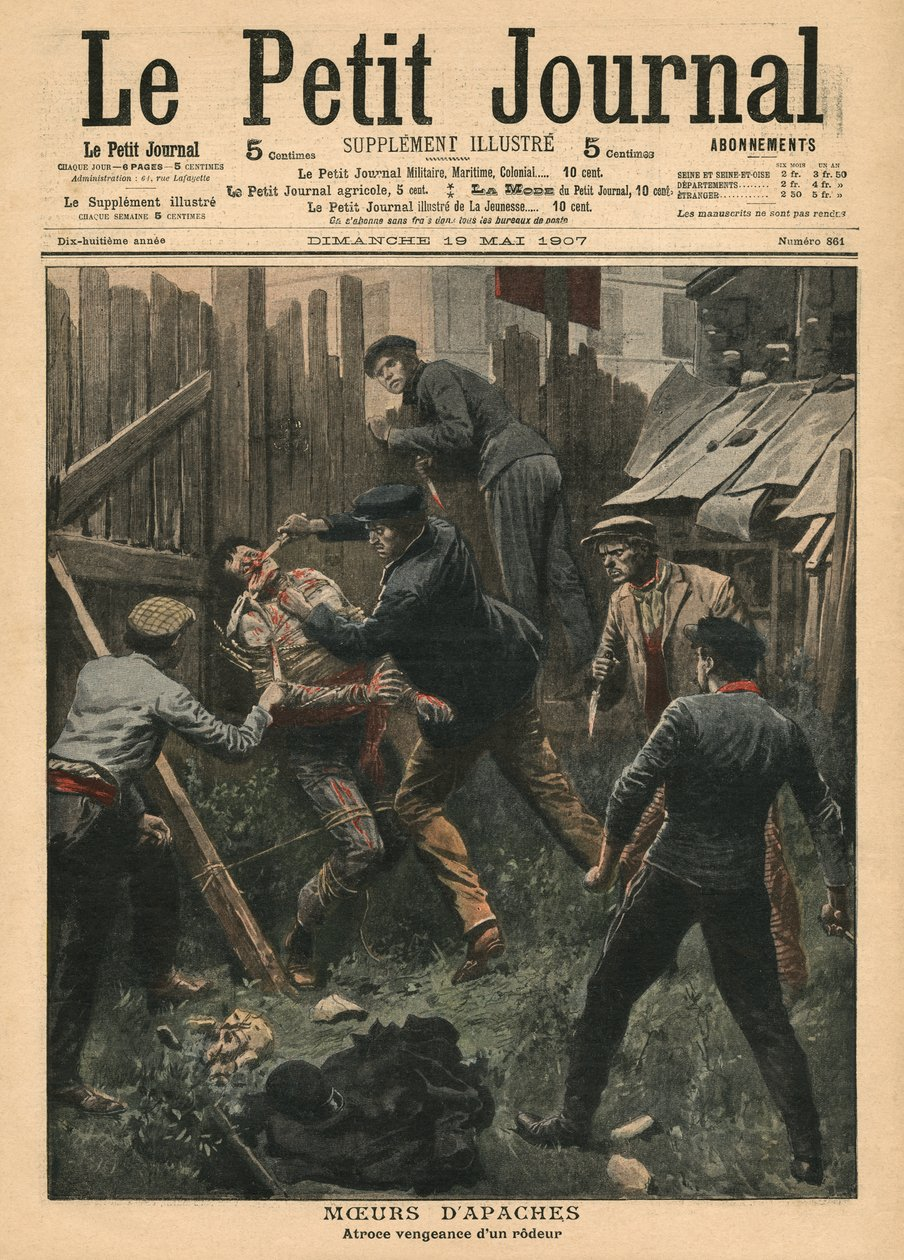
« Mœurs d'apaches. Atroce vengeance d'un rôdeur ». Suplement il·lustrat de Le Petit Journal, 19 de maig 1907.

A partir de 1902 i els esdeveniments que envolten Casque d'Or, les notícies atribuïdes als "apaches" es van multiplicar a la premsa. L’1 de novembre de 1903, Le Petit Journal relata l'altercat de dues joves dones "apaches", Louise Hénin i Andrée Merle, que es va saldar amb una ferida de la primera. El 14 d’agost de 1904, Le Petit Journal informa d’una autèntica batalla campal entre agents i malfactors prop de la rue de la Roquette, així com baralles diàries al bulevard de Sebastopol. Les primeres pàgines dels diaris convoquen periòdicament la figura de l'apache, amb motiu de les batudes als bars a Le Petit Journal Illustré del 3 de març de 1907, de l'assassinat del guàrdia Louis Monnier pel fuster Jolibois a L'Éclair de 12 de març de 1907.
, o múltiples detencions durant l’1 de maig a París a Le Petit Journal del 13 de maig de 1906. Le Petit Journal també evoca «La venjança atroç d'un malfactor» el 19 de maig de 1907, l'incendi d'una fàbrica i l'atac d'agents el 26 de maig de 1907, atac a un cotxe de policia el 7 de juliol de 1907, una incursió al Bois de Boulogne el 28 de juliol de 1907, i la correcció de dos lladres per un fort des Halles el 22 de setembre de 1907.
Aquest retrat dantesc de la delinqüència juvenil i parisenca s'ha de situar en el context dels anys 1906 i 1907, en què es va desenvolupar el rumor de l'abolició de la guillotina. La descripció del fenomen apache serveix aleshores per pressionar l'opinió pública i els parlamentaris, com ho mostra l'existència d'una secció dedicada a la “campanya anti-apaches” a Le Matin. El Petit Parisien fins i tot va organitzar un referèndum el 1907, donant una majoria aclaparadora als partidaris de la guillotina, en oposició directa al president Armand Fallières, que havia indultat els 70 presoners condemnats a mort el 1906 i 1907.
La comunicació sistemàtica de fets diversos, reals o exagerats, ajuda a mantenir una sensació d'inseguretat. La delinqüència sembla estar en constant augment, la ciutat mal vigilada. A París, els joves menors de vint-i-un anys representen el 26% dels arrestats, enfront del 19% a la resta de França. En realitat, es va produir més aviat una estabilització de les detencions de joves de setze a vint-i-un anys entre 1904 i 1910, al cor de la “bogeria apache”: per exemple, les xifres del Sena van passar de nou mil cinc-cents el 1902 a menys de set mil el 1910. La sensació general de la inadequació dels mètodes de repressió va donar lloc a pamflets com “Hem d’assotar els apaches?”, publicat el 1910 pel doctor Lejeune. Demana el retorn al càstig individual i públic, abolit des del 1789, per humiliar els joves massa vanitosos, deshonrar-los als ulls de les seves bandes i fer-los perdre el favor de les noies.

### Desaparició dels apaches

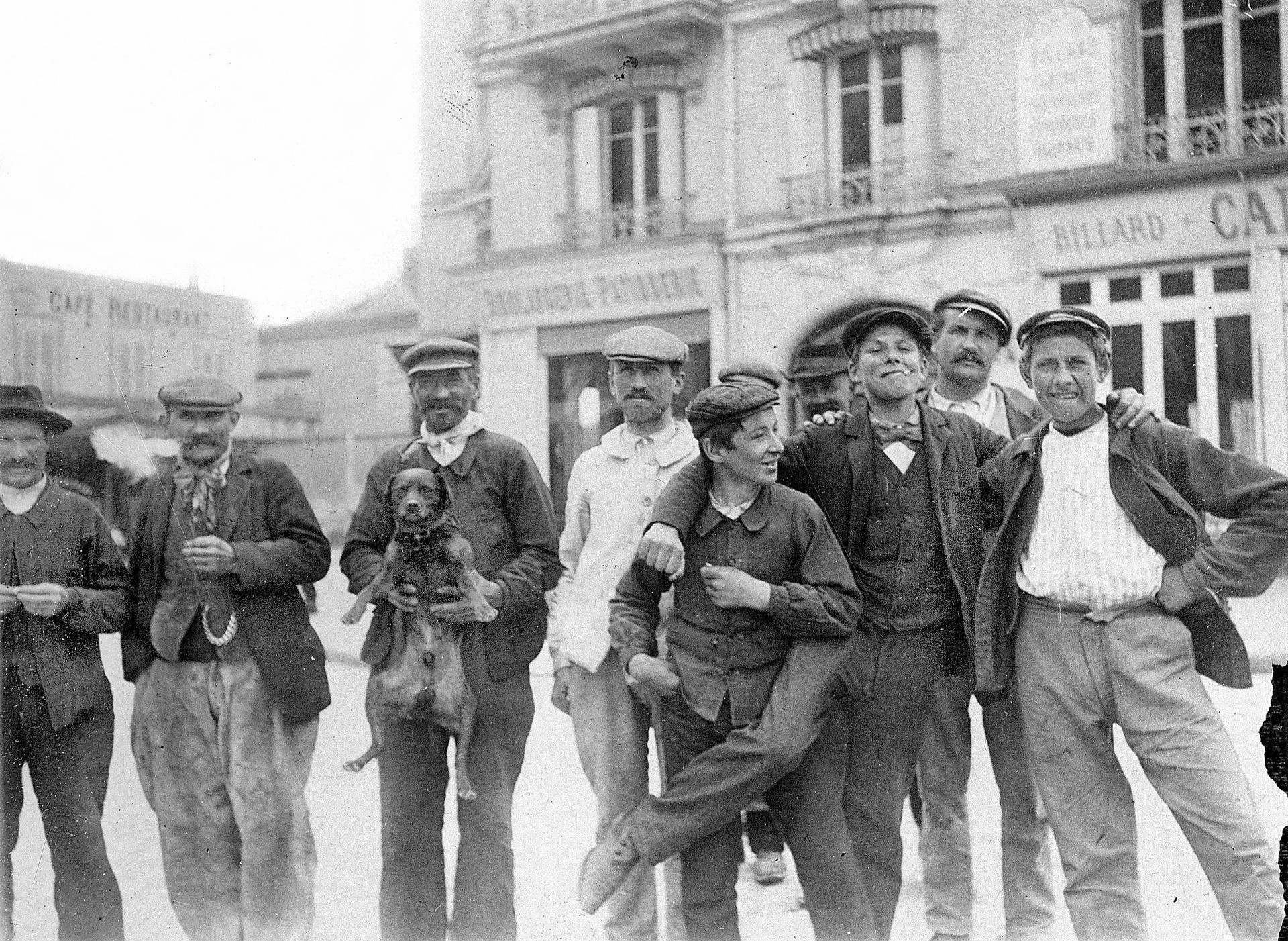
Tipus de «joyeux» o apaches a França vers 1900.

Com a resposta al desenvolupament de la delinqüència juvenil, a principis del segle XX es va desenvolupar un veritable Codi de la Infància, amb justícia específica. L'any 1912 es van crear el tribunal de menors: el nen s'hi va presentar sense el seu "grup d'amics" i, per primera vegada, va ser assistit per una psicòloga judicial. Aquestes mesures es podrien haver pres amb la voluntat d'evitar el desenvolupament de noves bandes d'apaches.
Tanmateix, els joves no es veuen afectats directament per aquest fenomen. La qüestió de la joventut era de fet un punt mort en les preocupacions socials de l'època, i només la tenien en compte la llei de defensa nacional, el servei militar i els batallons disciplinaris. Aquesta resposta, a més, es considera perfectament adequada. El periodista i assagista Louis Latzarus subratlla així en un article de la Revue de Paris, l’1 de juny de 1912 que tota la violència apache es deu a «qualitats de guerrer mal utilitzades». Les mencions dels apaches, però, van desaparèixer gradualment des de l'inici de la Primera Guerra Mundial: aquest fet i les nombroses pèrdues provocades per aquest conflicte en aquesta franja d'edat de la població fan referència a la historiadora Michelle Perrot a la guerra com la "vídua suprema" dels apaches.
El terme es va tornar a utilitzar amb l'augment del sentiment anti-estatunidenc el 1923 per criticar la conducta estatunidenca a França, incloses les baralles i expulsions de clients negres culpables del "prejudici racial" estatunidenc. Així s'afirma que «Montmartre no serà la colònia dels apaches».

## Mite

### Fenomen amb contorns difusos
Lluny de limitar-se a un únic fenomen i a una sola colla de joves, aquest terme és un autèntic estendard que cobreix tant el lladre, l'escarpa, el saltador de barreres, el canalla amb punyal i l'home que viu a la marges de la societat, disposats a qualsevol cosa per evitar la feina habitual, el miserable que treu una porta o destripa un transeünt, com resumeix el diari Le Gaulois el 13 de setembre de 1907. La historiadora Michelle Perrot considera que el terme és un nou sinònim de bandoler, amb l'únic matís que afegeix a la idea de delinqüència el d'una certa contestació de l'ordre social.
Efectivament, el terme cristal·litza la preocupació despertada per la joventut urbana des de la dècada de 1880: la societat envellida hi veu la manifestació d'una joventut que es nega a treballar. El fenomen també acusa implícitament la República i el món obrer d'"entregar els joves a ells mateixos i descuidar l'educació, aquest pilar de la cultura burgesa", creant així una generació dedicada a donar a llum nous delinqüents. De fet, la delinqüència juvenil és una preocupació important de la Belle Époque, que també apareix en la importància que es dona al fenomen dels hooligans de Londres. L'Apache apareix com una figura antisocial marcada per l'odi als "burgesos", al "policia" i al "treball", negant-se a malgastar la seva joventut en anar a la fàbrica.
La trobada de totes aquestes realitats sota una bandera comuna dona lloc a un autèntic pànic moral, desenvolupat per diaris conscients de la popularitat de la novel·la en sèrie. De fet, el motiu Apache s'utilitza excessivament a la premsa, i probablement amb exageració, en particular els principals diaris com Le Petit Journal, Le Petit Parisien, Le Journal i Le Matin: aquest últim publica regularment una columna “Paris-Apache”. Per tant, els apaches són descrits com una "Maçoneria basada en una comprensió propera del mal", que esdevé el "real" homòleg de les bandes criminals de la novel·la policial: banda dels Tenebrosos (al Fantômas de Pierre Souvestre i Marcel Allain), Secta negra (a La Fiancée de la secte noire de Guy de Téramond), etc. Malgrat la seva demonització, els apatxes semblen ser fascinants per a la joventut popular: es destaquen com els hereus dels bandits de camí ral celebrats una vegada a la literatura ambulant domesticada per les telenovel·les de la premsa convencional.
L'omnipresència dels apaches a la ciutat dona lloc a una autèntica "topografia apache", amb els principals llocs Belleville, Charonne, la Goutte d'or, Sébastopol, Ménilmontant, les fortificacions, però també el cabaret Ange Gabriel, un lloc central de la història de Casque d'Or i els seus dos amants. La Guide secret des plaisirs parisiens (1906) i Paris-noceur (1910), dues guies turístiques del París de la prostitució i el crim, esmenten els llocs populars dels apaches.
L'extensió del fenomen "apache" va ser objecte d'especulació als diaris de l'època, que van dedicar portades i articles sencers a aquesta qüestió, amb la intenció de descriure precisament aquesta franja de la societat. Le Petit Journal va declarar el 20 d'octubre de 1907:
| « | L'Apache és la plaga de París Més de 30.000 malfactors contra 8.000 sergents de la ciutat: l'Apache és la plaga de París. Demostrem a més, a la nostra "Varietat", que, des de fa uns anys, els delictes de sang han augmentat en proporcions increïbles. Ara es calcula que almenys 70.000 malfactors —gairebé tots joves d'entre quinze i vint anys— que terroritzen la capital. I davant d'aquest exèrcit encoratjat al mal per la feblesa de les lleis repressives i l'increïble indulgència dels tribunals, què veiem?... 8.000 agents per París, 800 per als suburbis i amb prou feines un miler d'inspectors burgesos per al els anomenats serveis de seguretat. Aquestes xifres, que durant quinze anys gairebé no han variat, són absolutament insuficients per a una població la totalitat de la qual —París i els seus suburbis— assoleix l'enorme xifra de 4 milions d'habitants. Això és el que hem volgut demostrar en la composició tan artística i tan vivament suggerent que és el tema del nostre primer gravat.» | » |

### Descripció tradicional

#### Microsocietat

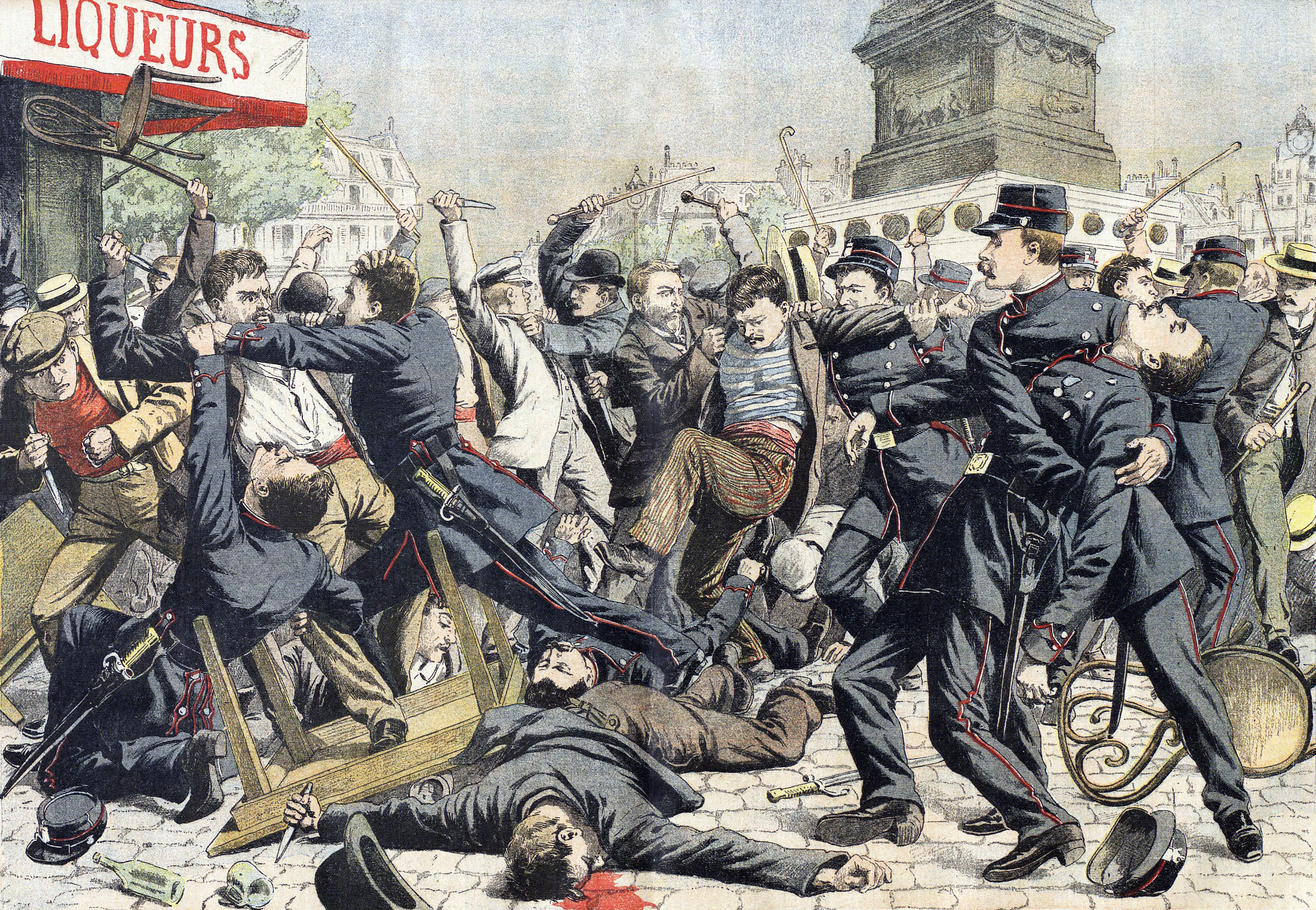
Apaches lluitant contra la policia a la plaça de la Bastilla. Suplement il·lustrat de Petit Journal, 14 d'agost de 1904.

L'Apache és objecte de descripcions detallades a la premsa, gairebé etnogràfiques, entre la ficció i la realitat; així, un periodista del Gaulois subratlla el 13 de setembre de 1907 que no sabem avui si l'apache, de creació recent, va produir una determinada literatura o si una determinada literatura va produir l'apache.
La imatge tradicional dels apaches els descriu com una col·lecció de "bandes" de barri. Cada banda individual té el seu propi nom, que pot reivindicar els seus orígens ("Les Gars de Charonne", "Les Loups de la Butte", "La bande des Quatre Chemins d'Aubervilliers"), una particularitat física o vestimentària ("les Cravates vertes”, “les Habits noirs”), o un cap (els Delignon, els Zelingen). La seva organització no és tan estricta com la d'una màfia o una banda de carrer, sinó que correspon a una simple xarxa de companyonia fluida organitzada al voltant d'una personalitat més carismàtica que les altres: el 1908, el Larousse mensuel illustré designava així l'"apacherie" com una reunió d'individus sense moralitat. Aquests grups viuen de robatoris, trilers i altres estafes, proxenetes i enfrontaments amb la policia o enfrontaments entre bandes rivals, amb ganivets o revòlvers. El capital guerrer influeix així en la identitat del líder, sovint més experimentat o conegut per les seves gestes d'armes, però també en la presència de joves prostitutes als afores del grup, en constituir la garantia de protecció.
Es tracta de persones joves, sovint menors d'edat, el futur dels quals podria ser tan fàcilment una carrera criminal com un retorn a les files de la societat. Presenten la seva pròpia moda, incloent la bufanda, els pantalons "pota d'elefant" de Bénard, la jaqueta ajustada, el cinturó de franel·la vermella... També porten sempre una gorra de pont (barret de pas alt) cargolada per sobre d'un coll rapat i els cabells llisos i engominats portats com atraspacors. Després de 1902, també es descriuen regularment com a tatuats. Le Figaro els dona un signe distintiu, cinc punts en una creu tatuada a la mà esquerra, mentre que Le Matin va aconseguir una entrevista amb el tatuador apache Médéric Chanut el 19 d'agost de 1902. També se'ls atribueixen tatuatges provocadors com « Mort aux vaches », « Vive l'anarchie » o « Le bagne sera mon tombeau ». També utilitzen regularment argot – javanès, louchébem i verlan par exemple.

#### Peper de les dones apaches

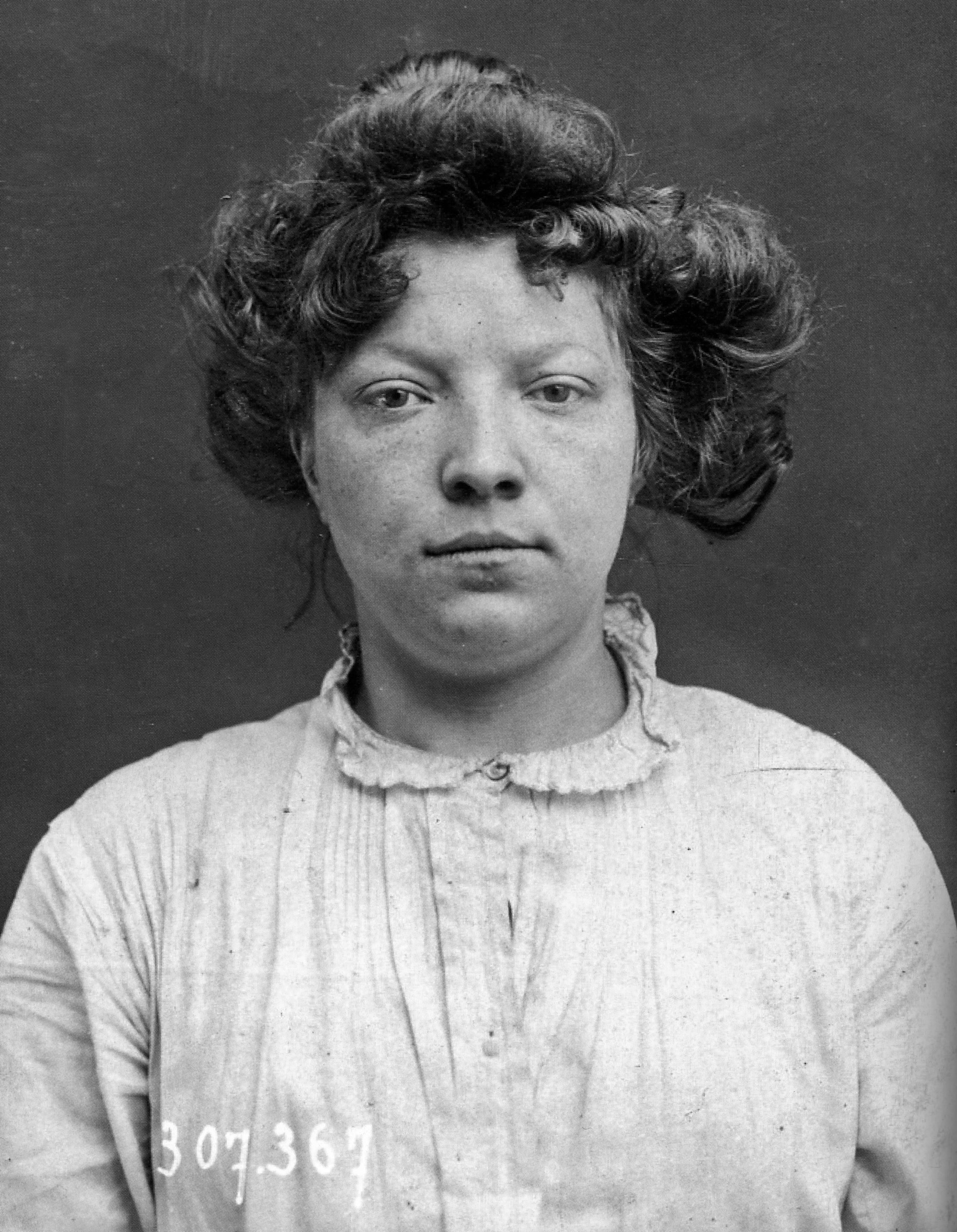
Fitxa policial d'Amélie Élie, dita « Casque d'or ».

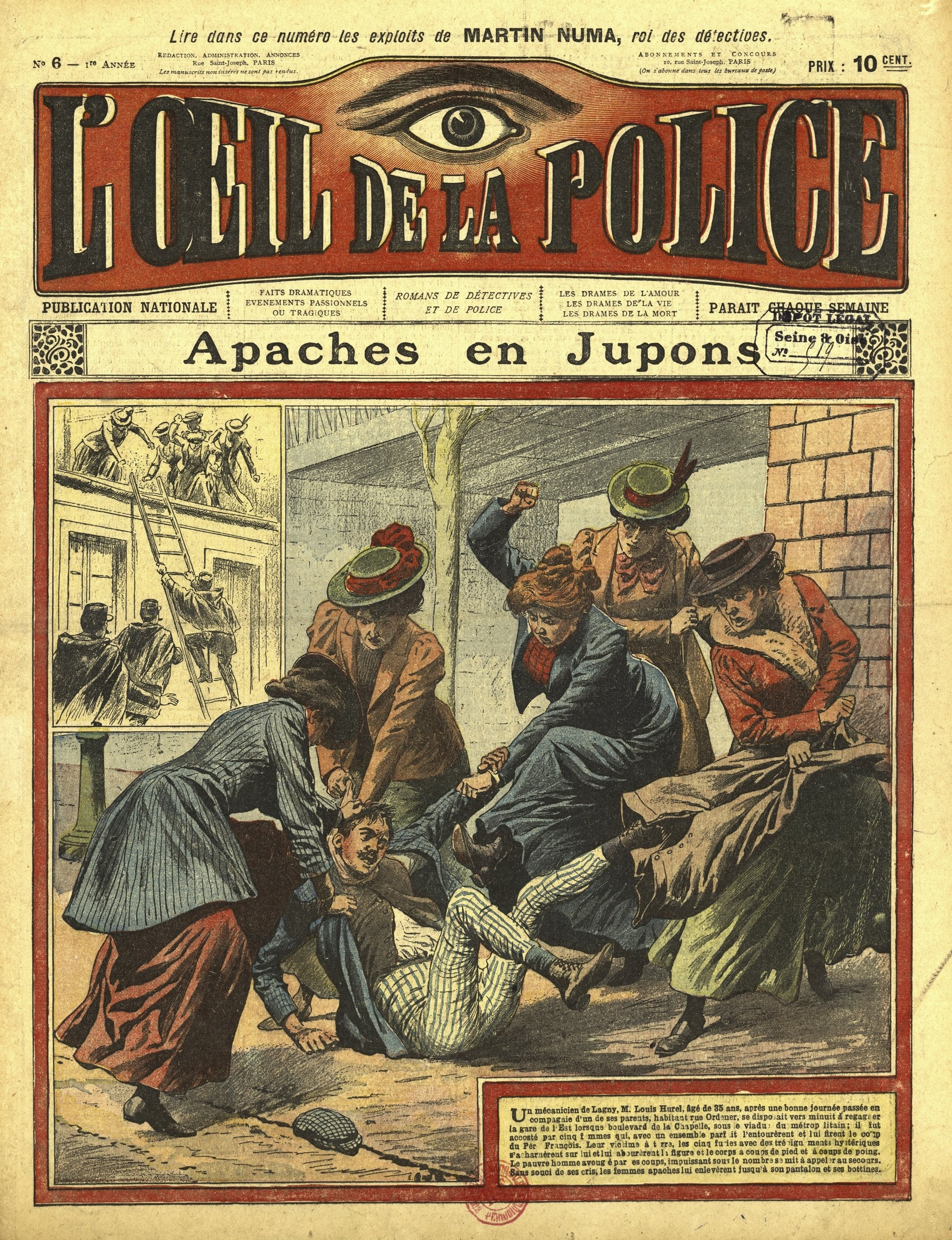
« Apaches en jupons », portada il·lustrada de la revista L'Œil de la police n. 6, 1908.

La personalitat emblemàtica de Casque d'Or il·lustra en gran manera el lloc de la dona a l'univers apache. Va ser immortalitzada per Simone Signoret a la pel·lícula Casque d'or de Jacques Becker. Per a Michelle Perrot, «el tema de les noies és el cor de la violència apache». Objecte de la violència dels apahes (quan lluiten per ella), la dona apache també constitueix una mercaderia, ja que sovint es prostitueix; en això també pot patir la violència del proxeneta o ser substituïda per nouvinguts. De vegades també pot ser un actor de violència, especialment en el context de disputes entre prostitutes que acaben amb punyalades, trets o fins i tot vitriol.
La seva posició, però, és ambigua: els apaches no són, en sentit estricte, proxenetes. La dona apache va conservar en part la seva llibertat de moviments, així com una actitud liberal que contrastava amb les mentalitats de l'època. La història de Casque d'Or i els seus dos amants també se centra en la qüestió de l'amor, tot i que està subjecta a precaució. No obstant això, Michelle Perrot recorda, al final de la descripció d'aquestes relacions complexes, que «la parella proxeneta-prostituta, l'eix vertebrador de la família Apache, sovint descansa en l'equilibri del terror engendrat allà com en altres llocs per la desigualtat de gènere» i que «la dona és la víctima principal».

## En la cultura popular

### Dansa i música

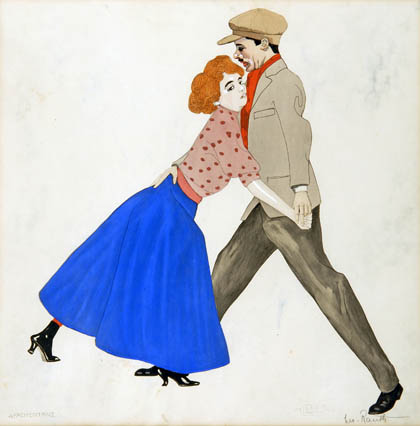
Du fait divers à la mode : la « dansa apache » (Leo Rauth, 1911).

- Aristide Bruant canta Chez les Apaches i Chant d'Apaches (1911).
- Jean Sinoël cants Y'a des apaches dans la maison (1909).
- Maurice Chevalier va crear la cançó de Richard Rodgers i Lorenz Hart The Poor Apache a la pel·lícula Love Me Tonight de Rouben Mamoulian (1932).
- Les Bérurier Noir canten Nuit apache, extret de l'album Abracadaboum (1987).
- Red Cardell canta La Valse des Apaches,[38] extret de l'àlbum Soleil blanc (2010).
- La « dansa apache », també anomenada valse chaloupée, és una dansa nascuda de la cultura popular a principis del segle xx, com el java, però molt més dramàtica i argumentada. Sovint se la descriu com imitant una "discussió" violenta entre un proxeneta i una prostituta. "Brutal, animada i acrobàtica", la dansa evoca "una baralla física entre l'home i la dona, repartint cadascun els cops ficticis i guanyant la mà en el pas de ball.[39]
- Els Mano Negra canten el 1987 La Ronde de nuit a l'àlbum Patchanka (« Dans la rue il n'y a plus que des matons, tous les Apaches sont en prison »).

### Teatre
- Mécislas Golberg, Le Sang des perles (en 1 acte, 6 escenes), Sèvres, Société de l'édition libre, 1911, 40 p.
- Macha Makeïeff va crear l'espectacle de teatre i de dansa anomenat Les Apaches, una immersió en la intimitat dels camerinos d'una antiga sala de concerts on actors, ballarins i acròbates mimen i representen la vida quotidiana dels apaches.

Aquesta dansa brutalment actuada i ballada, incloubufetades i cops de puny, l'home estira la dona pels cabells, la llença cap avall, l'aixeca i la llança a l'aire, mentre lluita o fingeix inconsciència. Així, hi ha moltes similituds entre les accions de dansa i la dansa moderna, el rock acrobàtic en particular, però també els esports de combat i la lluita lliure. En alguns casos, la dona pot defensar-se i lluitar.
A la dècada del 1930, aquest ball dels barris marginals es feia principalment als cabarets.

### Cinema
- 1904 : Les Apaches, curtmetratge mut i còmic de Georges Méliès.
- 1925:
  - Parisian Love de Louis Gasnier amb Clara Bow com a apatxe.
  - The Apache d'Adelqui Migliar.
- 1940: Les Musiciens du ciel de Georges Lacombe amb René Lefèvre com Apache.
- 1952 : Casque d'or de Jacques Becker. Interpretat per Simone Signoret en el paper principal, va contribuir molt a popularitzar la història dels apatxes als anys 50, a popularitzar la història d'Amélie Élie, però també a romanticitzar el fenomen.
- 2021: Le Rêve des Apaches, curtmetratge de Hélie Chomiac.
- 2023: Apaches de Romain Quirot.

### Televisió
- 2019 : Le Bazar de la Charité sèrie de televisió d'Alexandre Laurent.

### Literatura

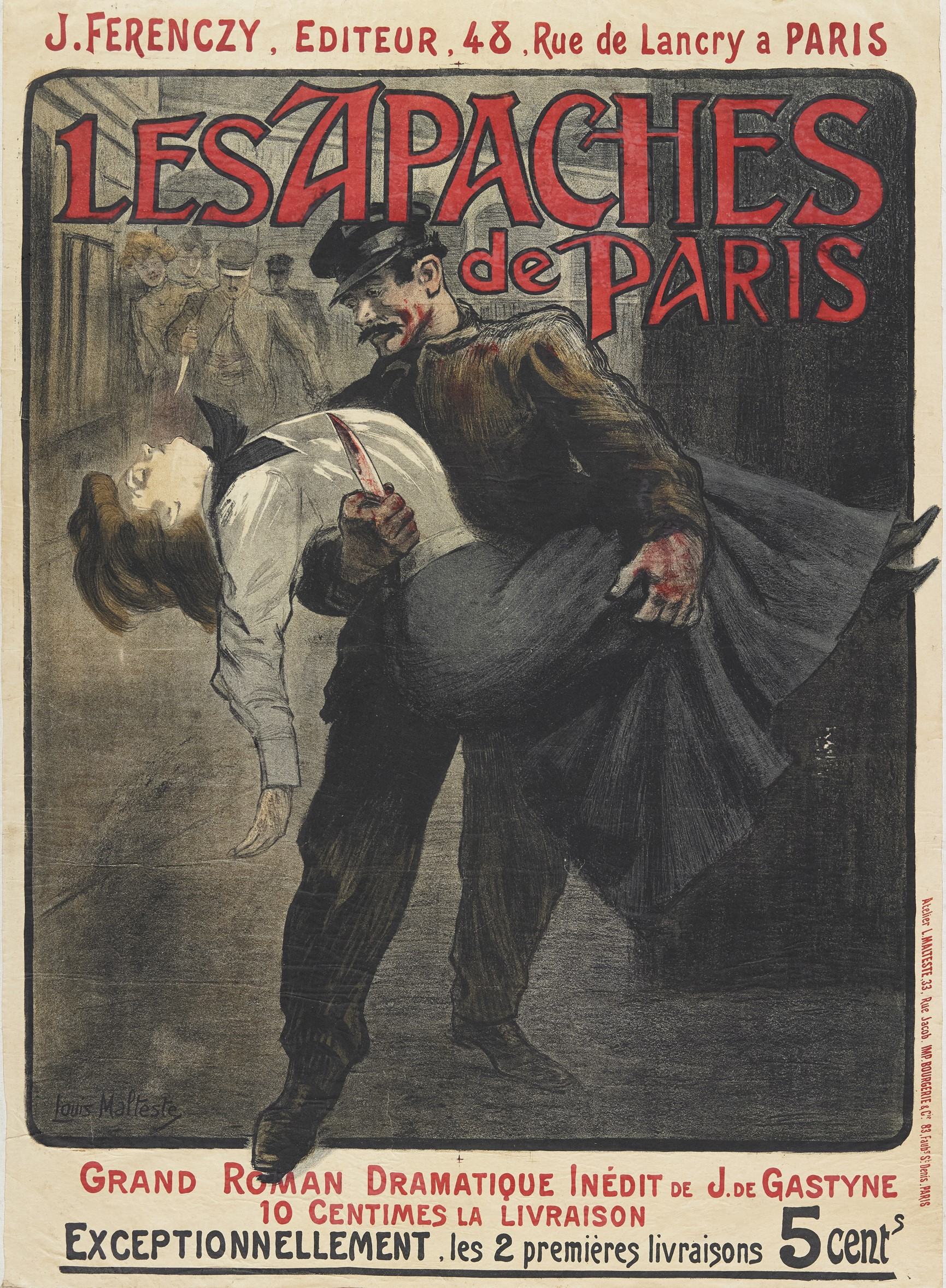
Cartell publicitari de Louis Malteste per a Les Apaches de Paris, novel·la de Jules de Gastyne.

- Amélie Élie, Mémoires de Casque d'Or, publicada en divuit números a Fin de Siècle, del 5 de juny al 3 d'agost de 1902. Reimpres a Quentin Deluermoz, Chroniques du Paris apache (1902-1905), Paris, Mercure de France, collection « Le Temps retrouvé », 2008.
- Alphonse Gallais, Amours d'apaches : roman de la basse pègre, Paris, P. Fort, 1903, 270-16
- Charles-Henry Hirsch, Le Tigre et Coquelicot, Paris, Librairie universelle, 1905, 351Plantilla:Nb p.
- Alfred Machard, L'Épopée au faubourg, récits et romans de Paris (édition définitive), Paris, Éditions Diderot, 2 vol., 1946, 379 et 331 p.